# Rakkestad Station
Rakkestad Station (Rakkestad sjasjon) er en norsk jernbanestation på Østfoldbanens østre linje i Rakkestad. Stationen består af nogle få spor, to perroner og en tidligere stationsbygning i rødmalet træ. Den ligger 103,8 m.o.h., 78,6 km fra Oslo S.
Rakkestad Station er endestation for NSB's linje Rakkestad/Mysen-Skøyen. Derudover kan der af og til forekomme omdirigerede persontog, godstog og arbejdstog på banen videre til Sarpsborg.
Stationen åbnede sammen med Indre Østfoldbanen 24. november 1882. Stationsbygningen blev opført til åbningen i 1882 efter tegninger af Balthazar Lange. Persontrafikken mellem Rakkestad og Sarpsborg blev indstillet 15. juni 2003.
- Banearealet på Rakkestad Station